# Alexandre Deulofeu
Alexandre Deulofeu Torres (L'Armentera, 20 de setembro de 1903 – Figueres, 27 de dezembro de 1978) foi um político e filósofo contemporâneo que escreveu sobre aquilo que chamou de teoria cíclica sobre a evolução das civilizações.

## Biografia
Alexandre Deulofeu nasceu em L'Armentera, província de Gerunda, Catalunha (Espanha), a 20 de Setembro de 1903, onde o seu pai trabalhava como farmacêutico. Aos três anos foi viver para Sant Pere Pescador e nove anos mais tarde mudou-se para Figueres. Fez o bacharelato no Instituto Ramon Muntaner em Barcelona e tirou Farmácia e Ciências Químicas em Madrid, finalizando este último em Barcelona. Ao voltar a Figueres ganha o estatuto de professor e lecciona na escola secundária figuerense, dando início a uma etapa de intensa actividade política, primeiro como dirigente da Juventude Nacionalista Republicana de Ampurdán e depois como governante do partido Esquerra Republicana de Catalunya (ERC). Foi acidentalmente presidente da câmara municipal de Figueres durante a Guerra Civil, onde evitou confrontos, saques e perseguições. Foi mobilizado para a frente de guerra como especialista de saúde. A 5 de Fevereiro de 1939 exilou-se em França, com a retirada republicana. No exílio exerceu vários ofícios: professor de diversas matérias, músico violinista e saxofonista em diferentes grupos de música animada e clássica, agricultor experimental – criou plantações sem terra com soluções líquidas da sua invenção, operário de fábrica, pedreiro, escritor, poeta, etc. Estabeleceu amizade com Francesc Pujols e Salvador Dalí. Regressou do exílio a 22 de Janeiro de 1947 dedicando-se à Farmácia, prosseguindo com as suas investigações e continuando a escrever. Morreu em Figueres a 27 de Dezembro de 1978 deixando a versão extensa da sua grande obra intitulada A matemática da história inacabada.

## Pensamento
Afirmou que as civilizações e os impérios passam por uns ciclos equivalentes aos ciclos naturais dos seres vivos. Cada civilização pode chegar a cumprir, no mínimo, três ciclos com 1700 anos cada um. Os impérios, compreendidos dentro das civilizações, têm uma duração média de 550 anos. Afirmou que uma vez conhecendo a natureza dos ciclos poder-se-ão evitar guerras e fazer com que os processos decorram de forma pacífica e não violentamente. Afirmou também que a humanidade poderá ser capaz de conhecer os próprios ciclos, de os alterar e que esta há-de tender a organizar-se sob a forma de uma Confederação Universal de povos livres.
O enunciado da lei matemática que, segundo ele, determina a evolução dos povos resume-se nos seguintes pontos (Capítulo III de A Matemática da História em catalão, edição de 1967):
1. Todos os povos passam por épocas de grande fraccionamento demográfico, alternadas com outras épocas de grande unificação ou épocas imperialistas.
2. As épocas de grande fraccionamento têm uma duração de seis séculos e meio. As épocas de grande unificação têm uma duração de dez séculos e meio. O ciclo evolutivo abrange assim dezassete séculos.
3. No decorrer deste processo evolutivo, os povos atravessam fases perfeitamente estabelecidas para, no final do ciclo, chegar a ocupar a mesma posição que no seu começo.
4. O ciclo evolutivo abrange todas as áreas da actividade humana, ou seja, temos de considerar para além de um ciclo político, um ciclo social, artístico, filosófico, científico, etc.
5. Todos os povos seguem a mesma evolução, podendo esta avançar ou atrasar-se consoante a posição geográfica de cada país.
6. Todos os povos têm uma força criadora diferente. Para cada ciclo existe uma zona de máxima intensidade criadora, e esta zona vai-se deslocando de um ciclo para o outro no mesmo sentido do processo geral. Este avança do Oriente europeu para o Ocidente mediterrâneo, passa pela Península Ibérica, depois pela Gália, segue pelas Ilhas Britânicas, prossegue atravessando os povos germânicos chegando finalmente aos povos nórdicos e eslavos.
7. Os núcleos imperialistas que dão lugar às épocas de grande unificação política seguem processos biológicos perfeitos, idênticos entre si e com uma longevidade que se prolonga entre cinco a seis séculos.
8. A transformação das normas político-sociais não se dá segundo uma linha constante ascendente ou descendente, mas sim conforme avanços e recuos alternadamente uns mais intensos que outros, dando uma linha quebrada como resultado. O resultado desta linha é equivalente a um avanço num sentido definido. Chama-se a isto a "Lei dos dois passos à frente e um atrás".

As ideias de Deulofeu estão relacionadas com as ideias de Oswald Spengler e de Arnold J. Toynbee, uma vez que também difundiram teorias sobre o carácter cíclico das civilizações, mas sem alcançar a medida matemática exacta apresentada por si.
Durante o seu exílio e também depois, Deulofeu percurreu variados museus, templos e monumentos de diferentes países onde, entre outras conclusões, deduziu ter encontrado a origem da arte românica durante o século IX entre o Empordà e o Rosselló, que era a origem do que ele considerava o segundo ciclo da civilização europeia ocidental, depois do primeiro ciclo.